# Alien Swarm
Alien Swarm je 3D akční videohra z pohledu 3. osoby. Hra je určena pro 4 hráče (minimálně 2). Ve hře máte za cíl plnit úkoly, zabíjet nestvůry, ničit vajíčka, odpálit bombu apod. Ve hře můžete jako bonus plnit úkoly a srovnávat se tak s dalšími hráči pomocí statistik v programu steam. Hra má obtížnosti: jednoduchá (easy), střední (normal), těžká (hard), šílená (insane) a brutální (brutal).

## Hratelnost
Alien Swarm je hra typu akční sci-fi střílečky. Ke splnění úkolů mohou hráči využívat 40 různých typů vybavení (zbraní, granátů, nábojů atd.). Hráči za splněné mise dostávají zkušenosti. Po získání určitého počtu zkušeností, dosahujete vyšších úrovní, což způsobuje, že si můžete brát další zbraně. Nejvyšší úroveň je 27. Po dosažení úrovně 27 máte dostupné všechno vybavení. Když máte úroveň 27, máte možnost si zkušenosti vyměnit za medaili. Medailí je celkem 6.

## Děj
V oficiální a jediné kampani nazvané "Jacob's Rest" musíte zachránit planetu, na kterou zaútočila invaze "swarmů" v prosinci 2052.
Vojáci přijíždí na lodi jménem "The Bloodhound". Snaží se najít a zachránit žijící lidi, ale zjistí, že všichni jsou mrtví. Váš úkol je zabít všechny swarmy a zabránit jejich množení (zničením vajíček). Nakonec musíte nastavit bombu a odjet se svojí lodí.

### Typy vojáků
Ve hře máte možnost si pro každou misi zvolit typ vojáka, za kterého budete hrát. Každý voják má trochu odlišné schopnosti a možnosti s výběrem zbraní. Základní typy jsou 4 (technik, lékař, kapitán a expert na zbraně). Každý typ má 2 vojáky.
DůstojníkZákladní výhoda kapitána je, že má přístup k brokovnici vindicator, což je jedna z nejsilnějších zbraní. Může používat speciální miny. Jeho nevýhoda je, že když trefí svého spoluhráče, tak mu ubere hodně života. Můžete hrát za kapitány Sarge a Jaegera.
Expert na zbraněExpert na zbraně je nejsilnější typ postavy a je vhodný pro zabíjení většího množství swarmů, protože má už od první úrovně k dispozici autogun se kterým je sice pomalejší, ale o to víc škod působí. Na vyšší úrovni může získat ještě ničivější minigun.
Můžete hrát za experty Wildcat a Wolfe.
LékařLékař je jediná postava, která může léčit ostatní postavy (i sebe) pomocí velké lékárničky. Na vyšší úrovni pomocí medigun. Je to hodně důležitá postava a musí být pečlivě chráněna. Můžete hrát za lékaře Faith a Bastille.
TechnikTechnik je jediná postava, která deaktivuje dveře a hackuje počítače, bez něj se v některých misích nemusíte dostat dál. Může používat pušku se zaměřováním a s granáty. Můžete hrát za techniky Crash a Vegas.

## Vývoj
Alien Swarm byl představen v roce 2005, pod názvem Alien Swarm: Infested, jako mód originální hry Unreal Tournament 2004. V červenci 2010 vydal Steam novou verzi, samostatnou hru Alien Swarm.